# Kirchenbezirk Langenburg
Der Evangelische Kirchenbezirk Langenburg war ein Kirchenbezirk bzw. Dekanat der Evangelischen Landeskirche in Württemberg. Mit Wirkung vom 1. Januar 1976 wurde der Kirchenbezirk Langenburg mit dem benachbarten Kirchenbezirk Blaufelden vereinigt. Dabei wurden die drei Kirchengemeinden Altenberg, Haßfelden und Obersteinbach dem Kirchenbezirk Schwäbisch Hall angegliedert.

## Geschichte
Das Gebiet des Dekanats bzw. Kirchenbezirks Langenburg gehörte vor 1803 zur historischen Landschaft Hohenlohe. Deren Fürsten aus dem Haus Hohenlohe waren in mehrere Linien aufgeteilt. Im gesamten Gebiet wurde von den Landesherren bis 1556 die Reformation eingeführt. Langenburg war eine der hohenlohischen Residenzstädte, die auch 1579 Sitz eines Superintendenten wurde. Das General-Konsistorium für Hohenlohe befand sich in Öhringen. Nach dem Übergang Hohenlohes an Württemberg wurde Langenburg 1807 Sitz eines württembergischen Dekanats. Das zugehörige Oberamt hatte zunächst in Blaufelden, ab 1811 in Gerabronn seinen Sitz. 1822 wurde das Dekanat Langenburg vorübergehend aufgelöst und seine Gemeinden bzw. Pfarreien auf die Dekanate Blaufelden und Ingelfingen verteilt. Am 3. Dezember 1828 wurde es jedoch wieder errichtet. Das Dekanat Langenburg war im Laufe seiner Geschichte teilweise nur provisorisch besetzt. Es gehörte seit 1807 zunächst zum Generalat Schwäbisch Hall, nach dessen Auflösung kam es zum Generalat Heilbronn, aus dem die heutige Prälatur Heilbronn hervorging. Durch Kirchengesetz vom 28. November 1974 wurden die beiden Dekanate bzw. Kirchenbezirke Blaufelden und Langenburg mit Wirkung vom 1. Januar 1976 zu einem Kirchenbezirk zusammengeschlossen. Er erhielt durch Verordnung vom 2. Mai 1975 die Bezeichnung Kirchenbezirk Blaufelden. Die Kirchengemeinden Altenberg, Haßfelden und Obersteinbach wurden jedoch mit Wirkung vom 1. Januar 1976 dem Kirchenbezirk Schwäbisch Hall umgegliedert.

## Dekane des Kirchenbezirks Langenburg
- 1807–1822 Gottlob Gebhard Mehring; bereits seit 1800 hohenlohischer Superintendent in Langenburg
- 1822–1845 Gebhard von Mehring (von Belsenberg); bis 1828 nur Stadtpfarrer
- 1846–1853 Ferdinand Gottlob Jakob Müller (von Winnenden)
- 1853–1871 Karl von Raiffeisen (von Waldenburg)
- 1872–1882 Oskar Schwarzkopf (von Aalen)
- 1883–1890 Theodor Herzog (von Esslingen)
- 1891–1908 Rudolf Günther (von Stuttgart)
- 1910–1917 Otmar Schönhut (von Grab)
- 1917–1930 Friedrich Pfäfflin (von Mühlhausen)
- 1931–1935 Albert Borst (von Jungholzhausen)
- 1935–1943 Alfred Brecht (von Maienfels)
- 1943–1955 Rudolf Bendel (von Wittendorf)
- 1955–1961 Paul Rohleder (von Obersteinach)
- 1962–1974 Max Duncker (von Belsen)

## Kirchengemeinden
Der Kirchenbezirk Langenburg umfasste vor seinem Zusammenschluss mit dem Kirchenbezirk Blaufelden folgende 17 Kirchengemeinden:
Altenberg, Bächlingen, Billingsbach, Dünsbach, Gaggstatt, Haßfelden (war erst durch Bekanntmachung vom 15. August 1934 vom Kirchenbezirk Schwäbisch Hall umgegliedert worden), Herrentierbach, Kirchberg an der Jagst, Langenburg, Lendsiedel, Michelbach an der Heide, Obersteinbach, Riedbach, Ruppertshofen, Schmalfelden, Schrozberg und Unterregenbach (ab 1831, zuvor zum Dekanat Künzelsau gehörig).
Sie gehörten zu den politischen Städten und Gemeinden Blaufelden, Gerabronn, Ilshofen, Kirchberg an der Jagst, Langenburg, Schrozberg und Wolpertshausen.